# 鏟牙下口鯰
鏟牙下口鯰，為輻鰭魚綱鯰形目甲鯰科的其中一種，為熱帶淡水魚，分布於南美洲委內瑞拉奧里諾科河上游及黑河上游流域，體長可達26.4公分，棲息在底層水域，生活習性不明。

## 扩展阅读
維基物種上的相關：鏟牙下口鯰